# Општина Амараштиј де Жос (Долж)
Амараштиј де Жос (рум. Amărăştii de Jos) општина је у Румунији у округу Долж.
Oпштина се налази на надморској висини од 114 m.